# The Catholic Herald
The Catholic Herald – brytyjski tygodnik o profilu katolickim wydawany w Londynie od 1888. Prócz Wielkiej Brytanii dystrybuowany również w Irlandii. Obecna cena czasopisma to 1,50 funtów w Wielkiej Brytanii i 1,80 euro w Irlandii.
W czasopiśmie na przestrzeni lat publikowali m.in.:
- Adam Doboszyński – polski polityk okresu międzywojennego, uczestnik II wojny światowej
- John Gummer – polityk, członek gabinetu Margaret Thatcher i Johna Majora, konwertyta na katolicyzm
- Richard Coles – multiinstrumentalista, kompozytor i dziennikarz
- Douglas Hyde – były komunista, konwertyta na katolicyzm